# Candida (pjäs)
Candida är en komedipjäs av George Bernard Shaw som hade premiär 1903 i London.

## Roller
- James Mavor Morell, pastor och socialist
- Candida, hans hustru
- Burgess, kapitalist
- Lexy Mill, pastor
- Eugene Marchbanks, poet
- Prosperine Garnett, fröken

## Uppsättningar i Sverige, i urval
- 1908 Kungliga Dramatiska Teatern [1]
- 1928 Oscarsteatern, med Gösta Ekman [2]
- 1932 Vasateatern, med Gösta Ekman [3]
- 1942 Blancheteatern [4]
- 1958 Göteborgs stadsteater, regi Keve Hjelm [5]
- 1961 Lilla Dramaten, regi Mimi Pollak [6]
- 1965 Helsingborgs stadsteater, regi Bo Swedberg [7]
- 1967 TV-teatern, regi Jan Molander [8]
- 1972 Uppsala-Gävle Stadsteater, regi Palle Granditsky [9]
- 1973 Svenska Teatern Helsingfors, regi Mimi Pollak [10]
- 1997 Ensembleteatern Malmö [11]
- 2014 Kulturhuset Stadsteatern, regi Thommy Berggren [12]